# Col d’Ichère
Der Col d’Ichère ist ein 674 Meter hoher Bergpass im französischen Teil der Pyrenäen. Er befindet sich in der Region Okzitanien im Département Pyrénées-Atlantiques. Die Straße führt über die D241 vom westlichen Lourdios-Ichère ins östliche Sarrance.

## Streckenführung
Die Westauffahrt von Lourdios-Ichère weist auf einer Länge von 4,4 Kilometern eine durchschnittliche Steigung von 6,4 % auf. Auf den ersten zwei Kilometern liegt die Durchschnittssteigung bei rund 5 %, ehe im oberen Teil Kilometerschnitte von etwa 7 % erreicht werden. Die enge Straße führt über mehrere Kurven und passiert zahlreiche alte Wohnhäuser.
Die Ostauffahrt beginnt bei der Ausfahrt des Ortsgebiets von Sarrance. Nach der Durchfahrung der Pont Suzon folgt eine gut ausgebaute Kehre, ehe die Straße deutlich schmäler wird und durch bewaldetes Gebiet führt. Während der erste Kilometer mit rund 6 % eher geringere Steigungsprozente aufweist, folgen im Anschluss 2,5 Kilometer, auf denen die Straße nicht unter 9 % fällt. Rund 1,5 Kilometer vor der Passhöhe erreicht man die Kuppe des Passes, ehe die Strecke flach zur Passhöhe führt. Die 5,2 Kilometer lange Ostauffahrt weist dennoch eine durchschnittliche Steigung von 6,1 % auf.

## Radsport

### Tour de France
Der Col d’Ichère wurde erstmals im Jahr 1978 von der Tour de France überquert. Die Westauffahrt stand auf dem Programm der 10. Etappe, die von Biarritz nach Pau führte und wurde als Anstieg der 3. Kategorie klassifiziert. Mit Dominique Sanders führte damals ein Franzose über die Passhöhe. Im Jahr 1986 kehrte die Westauffahrt auf der 12. Etappe in die Streckenführung der Tour de France zurück, wobei auf der Kuppe eine Bergwertung der 2. Kategorie abgenommen wurde. Nach dem Jahr 1991 wurde der Pass in den Jahren 2005 und 2020 erneut als Anstieg der 3. Kategorie eingestuft, ehe die bisher letzte Befahrung auf der 5. Etappe des Jahres 2023 erfolgte.
| Jahr | Etappe     | Bergwertung  | Erster am Gipfel  | Auffahrt |
| ---- | ---------- | ------------ | ----------------- | -------- |
| 1978 | 10. Etappe | 3. Kategorie | Dominique Sanders | West     |
| 1986 | 12. Etappe | 2. Kategorie | Pedro Delgado     | West     |
| 1991 | 12. Etappe | 2. Kategorie | Pascal Richard    | West     |
| 2005 | 16. Etappe | 3. Kategorie | Jérôme Pineau     | West     |
| 2020 | 9. Etappe  | 3. Kategorie | Marc Hirschi      | West     |
| 2023 | 05. Etappe | 3. Kategorie | Krists Neilands   | West     |